# Bradley Martis
Bradley Martis (13 juli 1998) is een Nederlands-Curaçaos voetballer die als verdediger speelt.

## Carrière
Bradley Martis speelde in de jeugd van VV WIK en Sparta Rotterdam. Sinds 2017 speelt hij met Jong Sparta Rotterdam in de Tweede divisie. Sinds het begin van het seizoen 2018/19 maakt hij deel uit van de eerste selectie van Sparta. Hij debuteerde in het betaald voetbal voor Sparta op 17 augustus 2018, in de met 2-1 verloren uitwedstrijd tegen FC Twente. Hij kwam in de 27e minuut in het veld voor Suently Alberto. In maart 2018 werd Martis geselecteerd voor het Curaçaos voetbalelftal. Hij zat op de bank tijdens twee oefenwedstrijden tegen Bolivia, maar maakte geen minuten. Martis maakte zijn debuut voor Curaçao op 11 september 2018, tijdens de CONCACAF Nations League kwalificatie wedstrijd tegen Grenada. Hij kwam in de 58e minuut in het veld voor Shermar Martina. 
Op 23 november 2018 scheurde Martis tijdens de wedstrijd met Jong PSV zijn voorste kruisband nadat hij eerder dat seizoen debuteerde voor het A-elftal.Na zijn herstel speelde hij nog diverse malen voor Jong Sparta om medio 2020 naar het Sloveense NK Celje te vertrekken. In de winter van het seizoen 2021/22 maakte Martis de overstap naar V.V. IJsselmeervogels.

### Statistieken

#### Beloften
| Seizoen                      | Club                  | Land            | Competitie      | Competitie | Competitie | Beker | Beker | Totaal | Totaal |
| Seizoen                      | Club                  | Land            | Competitie      | Wed.       | Dlp.       | Wed.  | Dlp.  | Wed.   | Dlp.   |
| ---------------------------- | --------------------- | --------------- | --------------- | ---------- | ---------- | ----- | ----- | ------ | ------ |
| 2016/17                      | Jong Sparta Rotterdam | Nederland       | Tweede divisie  | 2          | 0          | –     | –     | 2      | 0      |
| 2017/18                      | Jong Sparta Rotterdam | Nederland       | Tweede divisie  | 30         | 0          | –     | –     | 30     | 0      |
| 2018/19                      | Jong Sparta Rotterdam | Nederland       | Tweede divisie  | 2          | 1          | –     | –     | 2      | 1      |
| 2019/20                      | Jong Sparta Rotterdam | Nederland       | Tweede divisie  | 0          | 0          | –     | –     | 0      | 0      |
| 2020/21                      | Jong Sparta Rotterdam | Nederland       | Tweede divisie  | 4          | 0          | –     | –     | 4      | 0      |
| Totaal beloften              | Totaal beloften       | Totaal beloften | Totaal beloften | 38         | 1          | 0     | 0     | 38     | 1      |
| Bijgewerkt op 2 oktober 2020 |                       |                 |                 |            |            |       |       |        |        |

#### Senioren
| Seizoen                      | Club             | Land            | Competitie      | Competitie | Competitie | Beker | Beker | Totaal | Totaal |
| Seizoen                      | Club             | Land            | Competitie      | Wed.       | Dlp.       | Wed.  | Dlp.  | Wed.   | Dlp.   |
| ---------------------------- | ---------------- | --------------- | --------------- | ---------- | ---------- | ----- | ----- | ------ | ------ |
| 2018/19                      | Sparta Rotterdam | Nederland       | Eerste divisie  | 10         | 0          | 1     | 0     | 11     | 0      |
| Totaal senioren              | Totaal senioren  | Totaal senioren | Totaal senioren | 10         | 0          | 1     | 0     | 11     | 0      |
| Carrièretotaal               | Carrièretotaal   | Carrièretotaal  | Carrièretotaal  | 48         | 1          | 1     | 0     | 49     | 1      |
| Bijgewerkt op 2 oktober 2020 |                  |                 |                 |            |            |       |       |        |        |